# オレンジと太陽
『オレンジと太陽』（オレンジとたいよう、Oranges and Sunshine）は、イギリスの映画作品。この映画は、原作者マーガレット・ハンフリーズが児童移民の被害者（ホームチルドレン）のために家族を探した実話に基づいている。

## あらすじ
1986年のイギリスのノッティンガム。社会福祉士のマーガレットは、ある晩、シャーロットという女性から自分のルーツを調べてほしいと相談を受けた。オーストラリアからはるばる訪ねてきたというシャーロットは少女時代、ノッティンガムの児童養護施設にいたが、ある日、他の児童たちとともにオーストラリアに移送された。養子縁組ではないその移送に疑問を抱いたマーガレットが調査したところ、シャーロットと同じ扱いをうけた人々がオーストラリアにたくさんいることを知り、夫マーヴや上司の理解と協力の下、彼らの家族を探すことにする。しかし、彼女の活動は児童移民に深く関わっていた慈善団体や教会の立場を悪くするものであったことから、彼女は言われなき中傷や脅迫を受けることとなる。更に、被害者の悲惨な体験を聞き続け、彼らの気持ちに寄り添い過ぎたために、心的外傷後ストレス障害に陥ってしまう。それでも、マーガレットは夫に支えられ、そして彼女に救われた被害者たちの励ましを受け、粘り強く活動を続けて行く。

## キャスト
- マーガレット・ハンフリーズ - エミリー・ワトソン
- レン - デビッド・ウェナム
- ジャック - ヒューゴ・ウィーヴィング
- マーヴ・ハンフリーズ - リチャード・ディレーン： マーガレットの夫。
- スージー - アシュリング・ロフタス
- ビル - ステュアート・ウォルフェンデン
- ニッキー - ロレイン・アシュボーン
- シャーロット - フェデレイ・ホームズ
- ヴェラ - ケイト・ラッター： シャーロットの母。
- レイチェル - モリー・ウィンザー： マーガレットの娘。
- ベン - ハーヴェイ・スクリムショウ： マーガレットの息子。
- ボブ - グレッグ・ストーン
- ポーリーン - タラ・モーリス

## スタッフ
- 監督: ジム・ローチ

## 製作

### 撮影
撮影地は南オーストラリア州の アデレードに加え、イギリスの ノッティンガム、 ワークズワース（ダービーシャー）。室内の場面には、レスターシャーのレスターシャー大学構内で撮影されたシーンをふくむ。
主人公マーガレットの娘と息子は、撮影地ノッティンガムでオーディションを行なって選ばれた。

## 劇中における児童移民
児童移民とは、養護施設の子供たちを長い間イギリス連邦の旧植民地に移住させた事業。作中におけるオーストラリアでは収容施設での重労働、暴力、性的虐待がはびこったが、教会により長く隠されてきた。児童移民の数は13万人を上回ると推計され、2009年11月にオーストラリア首相が、2010年2月にイギリス首相が事実を認め、正式に謝罪をしている。マーガレット・ハンフリーズは原作の印税をもとに基金を設立し、現在も児童移民だった人々の家族を探す活動を続けている。